# La Luzerne
La Luzerne is een gemeente in het Franse departement Manche (regio Normandië) en telt 46 inwoners (2009). De plaats maakt deel uit van het arrondissement Saint-Lô.

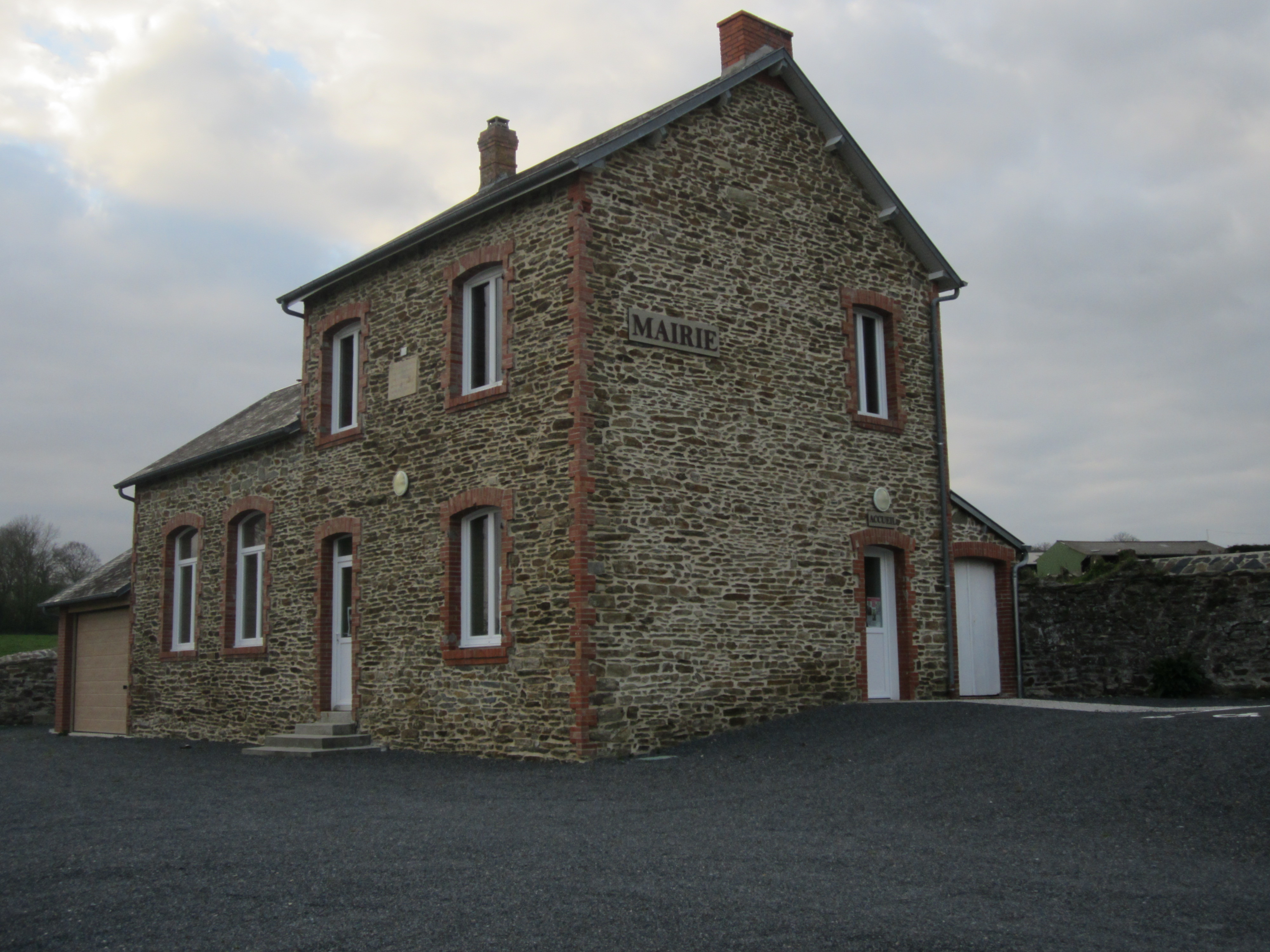
Gemeentehuis
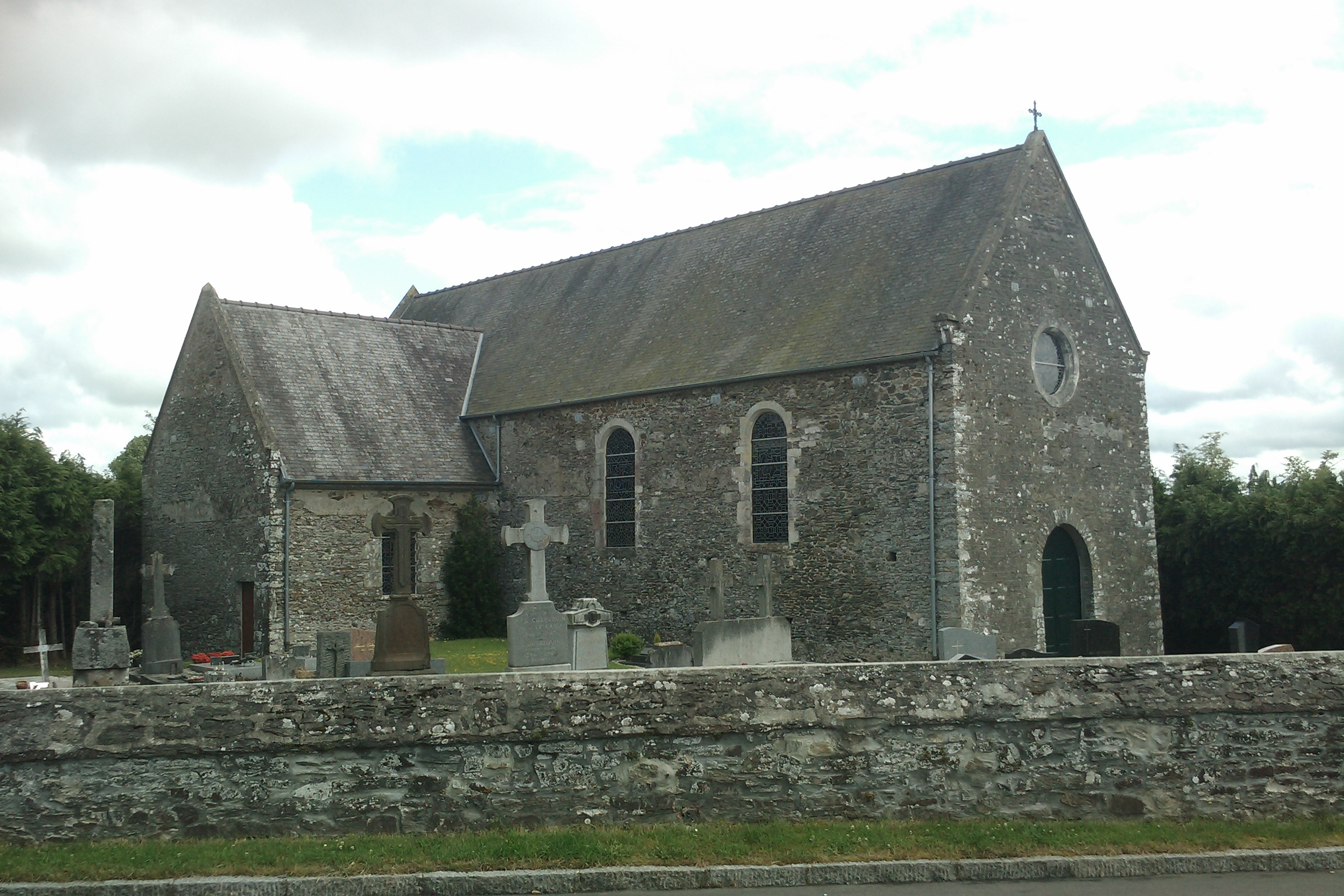
Kerk van St. Pierre

## Geografie
De oppervlakte van La Luzerne bedraagt 1,9 km², de bevolkingsdichtheid is dus 24,2 inwoners per km².
De onderstaande kaart toont de ligging van La Luzerne met de belangrijkste infrastructuur en aangrenzende gemeenten.

## Demografie
Onderstaande figuur toont het verloop van het inwonertal (bron: INSEE-tellingen).

1. ↑  Populations de référence 2022.